# Covão dos Conchos
Covão dos Conchos är en konstgjord sjö i Serra da Estrela-bergen i Portugal som är känd för sitt utskov.
Utskovet byggdes 1955 med syftet att leda vatten från Ribeira das Naves till Lagoa Comprida. Det är en del av ett hydroelektriskt dammsystem i Serra da Estrela. Det koniska utskovet var föga känt tills bilder av det blev virala 2016.  Under de senaste 60 åren har mossa och löv växt upp vid utskovets mynning, vilket ger en iögonfallande utsikt. Covão dos Conchos har en höjd på 4,6 meter och har en omkrets på 48 meter. Tunneln som samlar upp vattnet är 1 519 meter lång.